# Mebutate ingenol
Ingenol mebutate (ingenol-3-angelate, LEO Pharma trade name Picato) es una sustancia que se encuentra en la savia de la planta Euphorbia peplus y un inductor de la muerte celular. Una formulación de gel del fármaco ha sido aprobado por los EE. UU. Food and Drug Administration (FDA) y por la Agencia Europea de Medicamentos (EMA) para el tratamiento tópico de la queratosis actínica. Dos concentraciones diferentes del gel están aprobados para su uso en cualquier parte de la cara y del cuero cabelludo (0,015%) o el tronco y las extremidades (0,05%), respectivamente.
Los resultados de los cuatro estudios multicéntricos, aleatorizados, doble ciego han demostrado que el gel mebutate ingenol aplicado tópicamente durante 2 a 3 días es eficaz para el tratamiento del campo de las queratosis actínicas.

## Los efectos adversos
Irritaciones de la zona de aplicación son muy comunes. Esto incluye enrojecimiento, descamación, costras, dolor, prurito, y en ocasiones la infección. Otros efectos secundarios incluyen irritación de los ojos, tales como edema periorbitario (3% de los pacientes en los estudios), cefalea (2%) y nasofaringitis (nariz congestionada, 2%).

## Interacciones
Como mebutate ingenol prácticamente no se absorbe por la piel, las interacciones con los fármacos orales son poco probables.
Química
La sustancia es un éster del diterpeno ingenol y ácido angélico. Una síntesis de 14 pasos de (+)-ingenol de (+)-3-careno , que es un componente relativamente barato de trementina, se publicó en julio de 2013.